# Sibylle (Sängerin)
Sibylle (Sibylle Weidemüller) ist eine deutsche Sängerin. Bekanntheit erreichte sie durch einige Auftritte beim Grand Prix der Volksmusik und weiteren Schlagersendungen. Sie tritt unter ihrem bürgerlichen Namen Sibylle Weidemüller als Texterin in Erscheinung, als Sängerin nennt sie sich Sibylle.

## Karriere
Die seit 2005 erschienenen Singles konnten sich  in den Airplay-Charts platzien (z. B. "Schwerelos durch die Nacht", 2005, 15 Wochen in den TOP 20, "...und du willst fliegen", 2006, Platz 5, "Unser Tag wird kommen", 2008, Platz 4 und "Mit dir kam das Gefühl", 2009).
Die am 14. Februar 2011 erschienene Single "Immer wenn ich träume" belegte in den Schlager-Airplay-Charts Platz 37 und nahm an  Radio-Hitparaden teil (Antenne Brandenburg: Platz 3; MDR1 Sachsen Anhalt: Platz 2; NDR1 Niedersachsen: Platz 5).

## Diskografie

### Alben
- Dezemberträume (2022, Zauberton Music)

### Singles
Koch Music:
- Zwei weiße Möwen (1998) [+ Karaoke]
- Ich wünsch mir von dir nur das Eine (1999) [+ "Wenn die rote Sonne untergeht" + Karaoke]
- Ich zieh mit den Wolken (1999) [+ "Wenn die rote Sonne untergeht" + Karaoke]
- Jugendliebe (1999) [+ "Ein Lied aus der Provence" + Karaoke]
- Immer nur du (2000) [+ "Kinder" + Karaoke]
- Die Zeit heilt alle Wunden (2002) [+ "Tus noch einmal mit Gefühl" + "Wenn du an die Liebe glaubst"]

Zauberton Music:
- Tief wie das Meer (2003)
- Lass die Liebe herein (2003)
- Wenn alle Kerzen leuchten (2003)
- Freu dich auf den neuen Tag (2004)
- Piraten der Liebe (2004)
- Geh nicht mit dem Sommer (2004)
- Schwerelos durch die Nacht (2005)

HEYO Music:
- ...und Du willst fliegen (2006) [4 Versionen + "Schwerelos durch die Nacht"]

Zauberton Music:
- Weihnachtszeit (2006) ["Ganz leise rieselt der Schnee (Light-Mix)", "Nikolaus, heut Abend bin ich dein", "Wenn alle Kerzen leuchten", "Eine Reise durch den Winterwald", "Ein Licht scheint für uns alle", "Balalaikas klangen durch die Winternacht", "Endlich fällt der erste Schnee", "Ein Halleluja aus dem Wald", "Tango im Schnee", "Weihnacht im Norden", "Still, still, still weil's Kindlein schlafen will"]
- Schokoladeneis (2007) [4 Versionen]
- Du warst zu schön um wahr zu sein (2007) [5 Versionen]
- Unser Tag wird kommen (2008) [4 Versionen]
- Mit dir kam das Gefühl (2009) [4 Versionen]
- Im letzten Winter (2009) [4 Versionen]
- Eine Nacht ist mir zu wenig (2010) [3 Versionen]
- Immer wenn ich träume (2011) [2 Versionen]
- Und du willst fliegen (2011) (Remix-EP, 5 Versionen)
- Winterwolf (2011)
- Dass du nicht für immer bleibst (2012) [2 Versionen]
- Zwei Minuten vor dir (2013)
- Es passiert sowieso (2014)
- Das Leben geht weiter (2015)
- Tief wie das Meer (neue Version 2015)
- Halt zu mir (2016)
- Les rues de Paris (Pierre der Clochard) (2016) [2 Versionen]
- Du bist ein Freund (2017) [2 Versionen]
- Ich suche keinen Bachelor (2018)
- Nicht optimal (2019)

Samplerbeiträge:
- Frühling in unseren Herzen
- Kaffeeduft und Sonnenschein
- Es war ein schöner Sommertag
- Sag mal, lieber Gott
- Wer rastet, der rostet
- Glocken der Liebe
- Liebe, die du gibst
- Guten Morgen, kleine Maus
- Wenn der liebe Gott Urlaub macht
- Beim Wandern ist die Einkehr das Schönste (Sibylle & Thorsten)
- Vögel singen, Blumen blühen
- Mein Schatz es wird schon spät
- Schokoladeneis
- Träume brauchen eine Heimat
- Im schönen Harz bin ich geboren
- Kinderlachen

## Grand Prix der Volksmusik
Sibylle nahm mehrfach an den Deutschen Vorentscheidungen zum Grand Prix der Volksmusik teil:
- 1998 "Zwei weiße Möwen"
- 1999 "Ich zieh mit den Wolken"
- 2000 "Immer nur Du" [Platz 7]
- 2002 "Die Zeit heilt alle Wunden" [Platz 15]

Als Textdichterin, zusammen mit Armin Kandel, trat sie ebenfalls bei den Vorentscheidungen in Erscheinung:
- 2001 "Ich bin wieder zu Hause" (Die Himmelsstürmer)
- 2006 "Sternennacht von Avignon" (Astrid Breck) [Platz 8]

## Texte
Neben eigenen Liedern textete Sibylle auch im Auftrag anderer Sänger. Darunter:
- "Ich bin wieder zu Hause" (Die Himmelsstürmer)
- "Indianersommer" (Donato Plögert)
- "Sternennacht von Avignon" (Astrid Breck)
- "Helfer in der Not" (Stefan Mross)
- "Endlich ist es Liebe" (Thorsten Kremer)